# Ceriops tagal

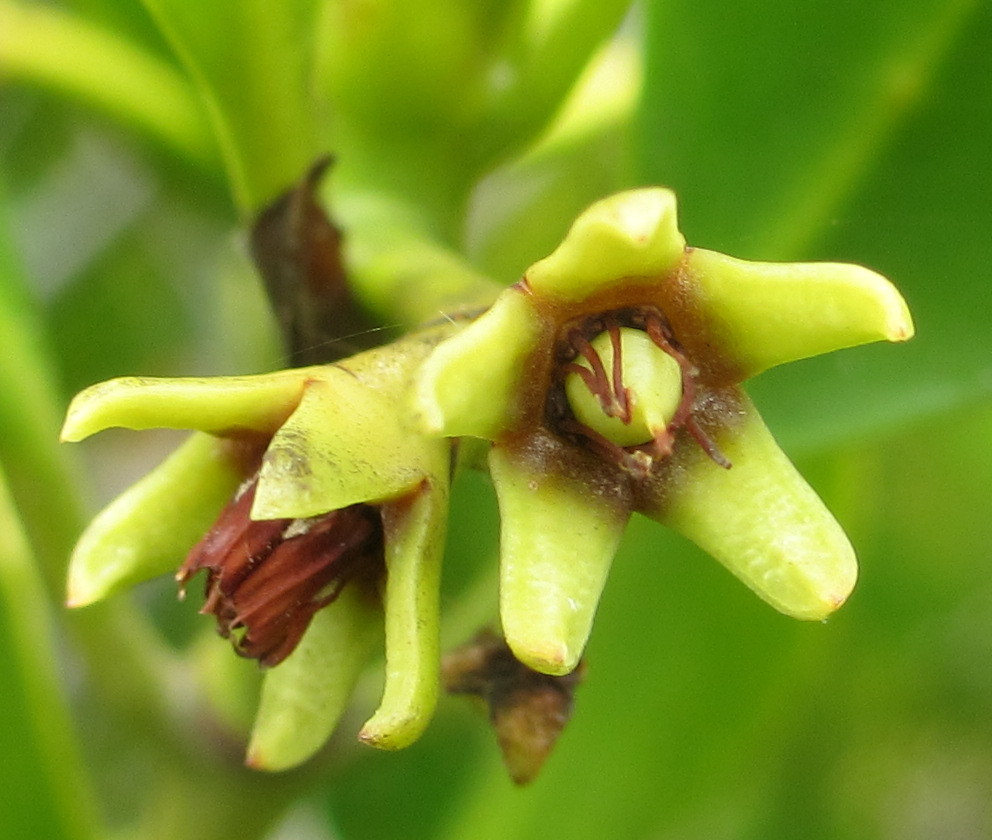
Květy

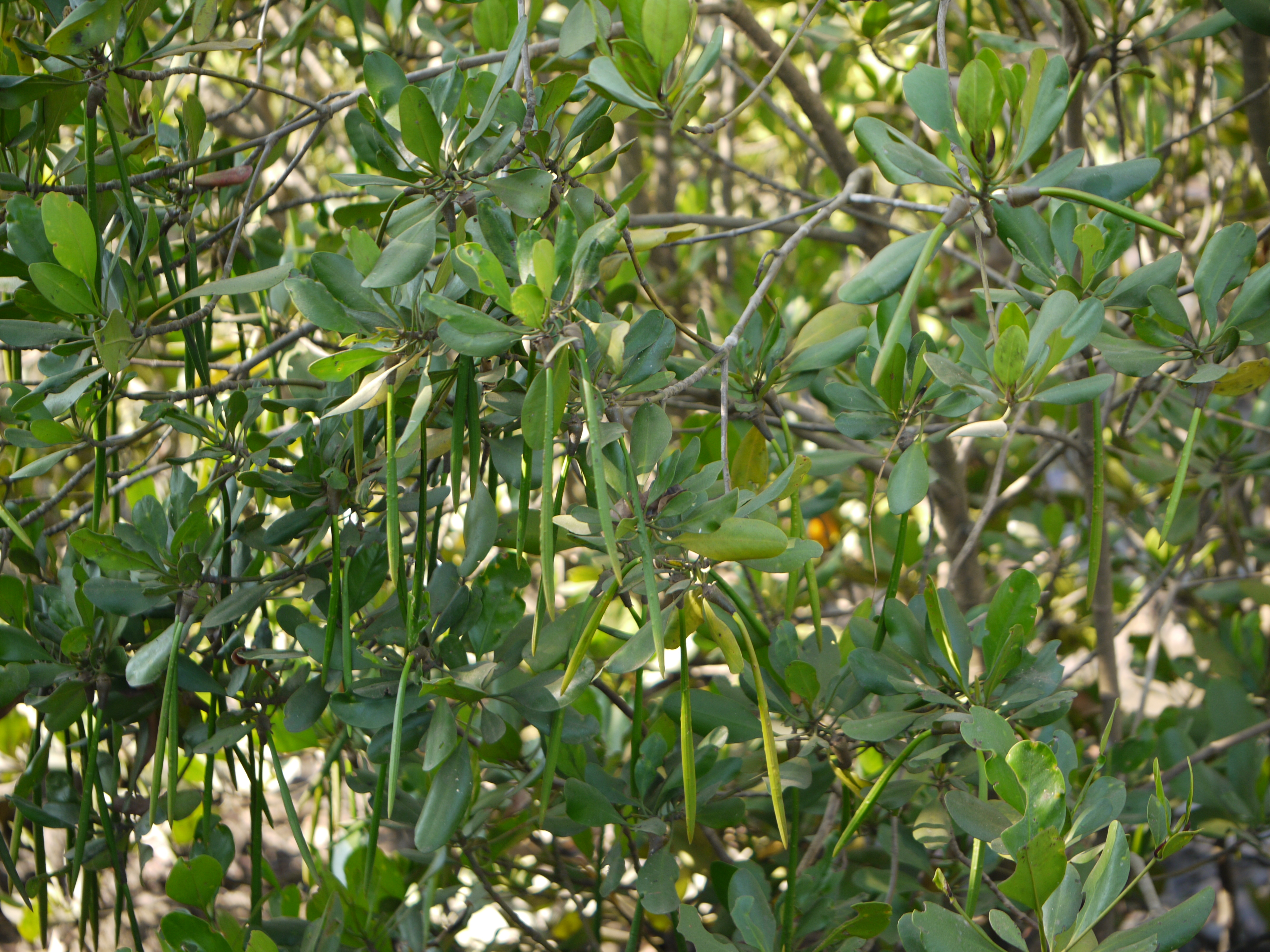
Plody s visícím hypokotylem

Ceriops tagal je tropická dřevina, jež se v závislosti na přírodních podmínkách vyskytuje ve formě stromu nebo keře. Bývá pravidelnou součásti porostu mangrove, rostlinného společenstva zabraňujícího posouvání pobřežní linie do moře u břehů omývaných hlavně Indickým a Tichým oceánem. Je druhem nevelkého rodu ceriops a někdy býval považován za součást rodu kořenovník (Rhizophora). Viditelně se od něj nejvíce odlišuje četnosti květů, ceriops má květy pětičetné a kořenovník čtyřčetné.

## Rozšíření
Roste na tropickém pobřeží Indického a částečně i Tichého oceánu. Jeho areál sahá ve východní Africe od Somálska přes Tanzanii, Keňu a Mosambik po Jihoafrickou republiku včetně Madagaskaru, východním směrem dále postupuje od pobřeží Pákistánu, Indie a Srí Lanky přes Bangladéš, Myanmar, Thajsko, Malajsii, jihovýchodní Čínu, Indočínu, Filipíny a Indonésii až po Novou Guineu, včetně přiléhajících ostrovů. V Tichém oceánu se Ceriops tagal vyskytuje na severovýchodním pobřeží Austrálie, na Nové Kaledonii a mnoha dalších ostrovech. Na všechna tyto místa se rozšířil přirozenou cestou, vodě odolnými, plovoucími plody roznášenými mořskými proudy.

## Ekologie
V mangrove obvykle neroste na samé hraně s mořem, ale poněkud dále ve vnitrozemí, v místech zaplavovaných jen v čase nejvyššího přílivu. Slanost půdy tam bývá v důsledku odpařování hodně vysoká, může dosahovat až vysoké hodnoty 45 ‰ (45 ppt). Ceriops tagal, jako jedna z mála dřevin, tyto nepříznivé podmínky přežívá a mnohde vytváří jednodruhové, těžko prostupné porosty. Roste též na březích do moře se vlévajících řek, od ústí směrem proti proudu až do vzdálenosti, kam při přílivu dosahuje brakická voda. V rozlehlejších přímořských oblastech se obvykle nachází dál ve vnitrozemí, až za dřevinami druhů Sonneratia alba, Avicennia marina a Rhizophora mucronata. Pro svůj růst potřebuje podnebí s teplotou pohybující se od 20 do 26 °C, ročními srážkami v hodnotě 750 až 1500 mm a pH půdy od 6 do 8,5, ideální slanost vody je okolo 15 ‰.
Je pomalu rostoucím, velmi odolným druhem. Kvete průběžně po celý rok a hodně plodí, jeho přirozená regenerace je velmi úspěšná a dosud se uměle vysazuje jen málo. Při případném zalesňování nového území jsou semenáče velmi choulostivé na zaschnutí.

## Popis
Stálezelený strom, nebo méně často keř, vysoký průměrně 20 m, který mívá ve spodní části kmene, pro zlepšení stability v nepevné půdě, lištovité kořenové náběhy přes metr vysoké. V blízkém okolí má vytvořen systém kolenovitě ohnutých vzdušných kořenů, pneumatoforů, čnících z bahnité půdy na povrch, vystupují až do výše nejvyššího přílivu. Kůra je světle šedohnědá, hladká a vláknitá, vespod oranžová nebo načervenalá a má jizvy po opadaných listech. Větve jsou porostlé křižmostojnými, eliptickými či obvejčitými, lysými, kožovitými, na koncích výhonů nahloučenými řapíkatými listy s kopinatými palisty. Čepele listů bývají velké 7 až 10 cm a široké 2 až 5 cm, barvu mají světle zelenou, u báze jsou zúžené a na vrcholu zaoblené nebo vykrojené, po obvodě celokrajné, někdy bývají zvlněné a mají nevýraznou žilnatinu.
Bílé květy dlouhé do 8 mm jsou pětičetné, mají krátkou stopku a vyrůstají uspořádané ve čtyř a desetičetných hlávkovitých květenstvích. Oboupohlavný květ se dvěma listenci na bázi má hluboký, zelený, pohárkovitý kalich s pěti lístky a zprvu bělavou a později žlutohnědou korunu s pěti trojúhlými, masitými laloky. Tyčinek nestejné délky s vejčitými, explozivními prašníky bývá v květu ve dvou kruzích dvojnásobný počet co korunních lístků. Polospodní semeník má tři pouzdra po dvou vajíčkách, dvě čnělky mají drobné třílaločné blizny.
Květy se otvírají většinou večer a zůstávají otevřené po následující den, slabě voní a vylučuje malé množství nektaru. Jsou navštěvovány a opylovány přes den včelami a v noci nočními motýly. Pyl je z prašníků na hmyz vypuzen následkem jemného dotyku korunního lístku, jeden lístek je vždy spojen se dvěma prašníky.
Plod je hnědá, 1,5 až 2,5 cm dlouhá, vejčitá, kožovitá bobule s vytrvalými kališními lístky růžkovitě ohnutými, která obsahuje jediné živorodé semeno. Klíčí již na mateřské rostlině a vytváří semenáč s hladkým, štíhlým, špičatým, zeleným, dolů směřujícím hypokotylem dlouhým 15 až 30 cm a tlustým 2 cm, obsahující prvotní zásobu živin. Semenáč se po určité době se stromu uvolní, spadne dolů a hypokotylem se zabodne do bahna, kde počne růst.

## Význam
Kůra kmene a větví obsahuje velké množství, až 40 %, tříslovin a v minulosti se používala pro léčebné účely. Dále kůra poskytuje trvanlivé červené a míza černé barvivo,která jsou stále používaná při batikování. Dřevo stromů je velmi tvrdé, těžké (960 kg/m³) a pevné s jemnou strukturou, při vysychání se ale dost smršťuje. Na čerstvém řezu má barvu oranžovou, která později zežloutne nebo zčervená, není rozdílu mezi jádrem a bělí. Je vhodné pro stavbu domů, jeho kmen bývá dlouhý a rovný, neštípá se a proto se z něho dělají rukojeti na nářadí, používá se pro železniční pražce, na dláždění cest a ohnuté větve bývají výchozím materiálem pro výrobu domorodých člunů. Ze dřeva se dělá kvalitní dřevěné uhlí, avšak pro vaření v domácnosti není dřevo pro svou vysokou výhřevnost příliš vhodné. Využívá se též k výrobě buničiny na papír.